# Edita Pjecha

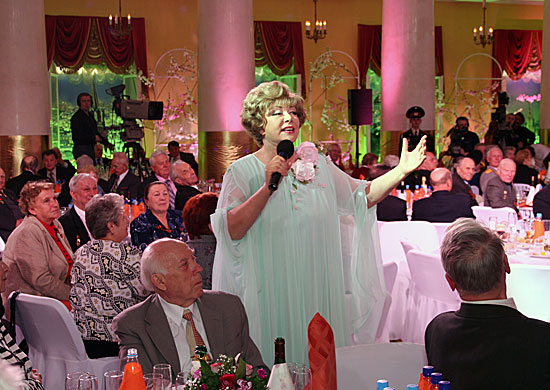
Pjecha in 2016 tijdens een optreden.

Edita Stanislavovna Pjecha (Russisch: Эди́та Станисла́вовна Пье́ха, Pools: Edyta Maria Piecha, Frans: Édith-Marie Pierha; Noyelles-sous-Lens, 31 juli 1937) is een Russisch zangeres van Poolse afkomst. Pjecha was een van de bekendste zangeressen ten tijde van de Sovjet-Unie.

## Biografie

### Jeugd en beginnende carrière
Edita Pjecha werd in 1937 als Édith-Marie Pierha geboren in het dorp Noyelles-sous-Lens, in het noorden van Frankrijk in een Pools gezin. De voertalen in het gezin waren Duits en Frans. Pjecha's vader was actief als mijnwerker, maar overleed in 1941 aan de beroepsziekte silicose. Drie jaar later overleed haar zeventienjarige broer Pavel aan tuberculose. Pjecha's moeder kreeg een relatie met een Poolse mijnwerker en in 1945 werd Pjecha's jongere broer Joezef geboren. Een jaar later ging de familie terug naar Polen, waar haar stiefvader in Boguszów-Gorce werkte in de mijnen. Pjecha leerde de Poolse taal op school. Ze wilde graag lerares worden en studeerde aan het Pedagogisch Lyceum in de stad Wałbrzych.
In 1955 won Pjecha haar eerste zangwedstrijd in Gdańsk en verzocht om in de Sovjet-Unie te mogen studeren. Ze verhuisde naar Leningrad, waar ze pedagogiek wilde studeren aan de Herzen Universiteit. Haar verzoek werd afgewezen en Pjecha werd ingeschreven als psychologiestudent aan de Staatsuniversiteit van Leningrad A. A. Zjdanov. Daar leerde ze pianist en componist Aleksandr Bronevitski kennen. Hij nodigde haar uit om te zingen tijdens een concert op 31 december 1955, waar ze uiteindelijk het Poolse nummer Autobus czerwony van Władysław Szpilman zong. Het concert had grote gevolgen voor de beginnende zangcarrière van Pjecha. Ze werd na het optreden vaker gevraagd om op te treden.

### Droezjba
Pjecha trouwde in 1956 met Aleksandr Bronevitski en met hem richtte ze het ensemble Droezjba op. Met het nummer Pesni narodov mira nam het ensemble deel aan het zesde Wereldfestival voor jeugd en studenten, waar ze een gouden medaille behaalden. Droezjba was een van de weinige ensembles die toerden buiten de grenzen van de Sovjet-Unie. Droezjba had concerten in onder meer Polen, Tsjechoslowakije, de DDR, de BRD, Finland, Hongarije, Oostenrijk, Cuba, Honduras, Bolivia, Peru, Frankrijk, Mongolië, de Verenigde Staten en Afghanistan.
Het ensemble werd in 1959 tijdelijk in de ban gedaan, omdat de groep te veel jazz had gespeeld. Na een volledige vervanging van het repertoire en door herziening van de Minister van Cultuur kon het ensemble weer optreden. In 1964 werd opnieuw het volledige repertoire vervangen en er werd een focus gelegd op zangers die uit verschillende delen van de Sovjet-Unie kwamen en in hun volkstalen zongen. Volgens journalist Leonid Parfjonov was dit de reden waarom het ensemble erg populair was in de jaren zestig. Bronevitski en Pjecha scheidden in 1976 en Pjecha verliet twee jaar later het collectief.

### Succes
Als solozangeres had ze een contract de platenmaatschappij Melodia. Pjecha werd een van de eerste bekende zangeressen van de Sovjet-Unie en bekende componisten zoals Aleksandra Pachmoeta, Oskar Feltsman, Vladimir Oespenski en Andrej Pavlovitsj Petrov schreven nummers voor haar. Liedjes als Nadezjda, Ogromnoje nebo en Nasj sosed werden grote hits ten tijde van de Sovjet-Unie. Met Ogromoje nebo won Pjecha drie gouden medailles tijdens het negende Wereldfestival voor jeugd en studenten.

### Latere dagen
In 2007 hield Pjecha een concert ter ere van haar zeventigste verjaardag. Een jaar later hield ze een groot concert ter ere van haar jubileum in een van de zalen van het Kremlin. In 2012 hield Pjecha weer concerten in verband met haar jubileum, onder de noemer Spasibo zjizn!. Deze vonden plaats in het Kremlin en in de Heydər Əliyev Mərkəzi in Bakoe. Daarnaast had ze ook een soloprogramma tijdens de Slavjanski Bazaar in 2013. Pjecha kreeg ook een speciale prijs uit de handen van de Wit-Russische president Aleksandr Loekasjenko en er werd een ster gelegd ter ere van Pjecha op de Vitebsk Walk Of Fame. In 2015 ging er een televisieserie in première op Rusland-1 waarvan de verhaallijn geïnspireerd was op het levensverhaal van Pjecha.

### Remix vanNasj soded
In 2012 maakte de Britse dancegroep Ultrabeat, onder het pseudoniem WTF! een remix van het liedje Nasj sosed van Pjecha uit 1968. Deze versie belandde uiteindelijk op de tweede plaats in de Nederlandse Top 40 en werd een zomerhit.

## Privéleven
Pjecha had in haar levensloop drie huwelijken. De eerste was van 1956 tot 1976 met pianist en componist Aleksandr Bronevitski, met wie ze het ensemble Droezjba vormde. Met hem kreeg ze één dochter, Ilona Bronevitskaja, die zangeres en televisiepresentatrice is. Bronevitskaja kreeg een zoon en een dochter. De zoon van Bronevitskaja nam de achternaam van zijn grootmoeder aan en werd bekend als zanger onder de naam Stas Pjecha. Van 1976 tot 1983 was Edita Pjecha getrouwd met atleet Gennadi Sjestakov en van 1994 tot 2006 met analyticus Vladimir Goljakov.

## Erkenning
Pjecha won vele prijzen tijdens haar leven. Zo won ze in 1957 de Lenin Komsomolprijs. In 1969 kreeg Pjecha de titel Geëerd Artiest van de RSFSR en in 1976 werd dit omgezet naar de titel Volksartiest van de RSFSR. In 1988 kreeg Pjecha de titel Volksartiest van de Sovjet-Unie. Pjecha kreeg ook de Orde van de Volkerenvriendschap, de Orde van de Rode Vlag van de Arbeid, de Medaille voor Arbeidsdapperheid, de Ovatsiaprijs, Orde van Verdienste voor het Vaderland (vierde, derde en tweede klasse), het Kenteken van Eer ter verdienste van Sint-Petersburg, het Poolse Kruis van Verdienste en de Orde van Vriendschap. Op haar zeventigste verjaardag kreeg Pjecha speciale verjaardagswensen van de President van Rusland Vladimir Poetin.

## Discografie

### Albums
- Edita Pjecha (1964)
- Ansambl Droezjba i Edita (1966)
- Ansambl Droezjba i Edita (1967)
- Edita Pjecha i ansebl Droezjba (1972)
- Edita Pjecha (1974)
- Edita Pjecha (1980)
- Ni dnja bez pesni (1981)
- Ulybnites, ljoedi (1983)
- Potsjoevstvoej, dogadajsja, pozovi (1986)
- Moim droezjam (1987)
- Vozvrasjtsjajsja k natsjaloe (1989)
- Ja vas ljoebloe (1994)
- Nikogda ljoebit ne pozdno (2000)
- Zolotaja kollektsia retro (2006)
- Boedem pet (2011)